# Göre, Nevşehir
Göre là một thị trấn thuộc thành phố Nevşehir, tỉnh Nevşehir, Thổ Nhĩ Kỳ. Dân số thời điểm năm 2011 là 2.587 người.